# 土屋修平
土屋 修平（つちや しゅうへい、1986年9月20日 - ）は、日本のプロボクサーで、元キックボクサー。愛知県犬山市出身。第60代日本ライト級王者。角海老宝石ボクシングジム→DANGAN AOKIボクシングジム（旧Reason大貴ボクシングジム）。トレーナーは田中栄民→佐藤直樹→小堀佑介が担当。スターポリスとマネジメント契約を結んでいる。入場曲はSPANKERS「セックス・オン・ザ・ビーチ」。試合に勝利するとバック宙を披露するのが恒例となっている。

## 来歴

### 幼少期 - キックボクサー
小1で空手を始め、野球やバスケットボールも経験、愛知県立丹羽高等学校ではラグビーを経験。
大東文化大学在学中、伊原道場でキックボクサーとなり、新日本キックボクシング協会ウェルター級4位にランクされる。
キック時代もパンチ主体の戦いをしていたのもあり、ボクシング転向を決めた。いくつかのジムを回っていたが、田中トレーナーからチケットを渡されたのがきっかけで角海老ジムに入門した。

### プロボクサー

#### デビュー12連続KO
大学卒業後の2009年7月13日、後楽園ホールにおいて上野雄大戦でプロボクシングデビューし、1回KOで勝利。
2010年、新人王にエントリー。5戦すべて2R以内のKO勝ちで東日本新人王となり、全日本新人王決定戦に駒を進める。5回戦となったこの試合で三好祐樹の顎を左フックで砕き、1回終了後に相手の骨折による棄権TKOで退け全日本新人王獲得、MVPにも選出された。
2011年2月18日、初の6回戦としてペットウタイ・オーベンジャマッド（タイ）と対戦。1回KO勝利。テレビ局数社から視線が送られ、この試合よりTBSで中継されるようになる。
2011年5月7日、初の8回戦として打馬王那と対戦。3回TKO勝利。
2011年8月10日、井岡一翔VSファン・エルナンデスのセミファイナルにて初の10回戦として福原寛人と対戦。9回TKOで勝利するが、この試合で左拳を骨折して長期欠場を余儀なくされた。
2012年3月6日、サワット・ウォースラポン（タイ）戦で復帰する。当初はセミファイナルを予定していたが、同門であり同じくキックボクサー出身の藤本京太郎に譲ることになった。試合は1回TKOで勝利し、連続KO記録を「12」に伸ばした。
2012年5月15日、カカ、リオネル・メッシら海外サッカー選手と日本国内業務を提携しているスターポリスと契約することが明らかになった。

#### KOストップ〜連敗〜再起
2012年5月17日、亀海喜寛がKOを逃したインドネシアライト級王者ヘリ・アドリアントと対戦。試合はメインイベントで行われ3回にダウンを奪うもKOできず、連続KOは「12」で止まったが、3-0判定でデビュー13連勝。
2012年9月19日、PABA王者スティービー・オンゲン・フェルディナンデス（インドネシア）に3-0判定勝利。
2013年2月25日、上位ランカーの川瀬昭二と対戦し、1回終了間際に右クロスから左フックダウンを奪うも、盛り返され、9回にロープ際で連打を浴び2分26秒レフェリーストップTKO負けを喫し、デビューからの連勝は「14」で止まった。
2013年7月25日、日本ヘビー級王座決定戦のアンダーとしてプロ無敗ながらランクでは下位の中谷正義と対戦するが、3回にダウンを奪われ1度立ち上がるも2度目のダウンでテンカウントを聞き3回1分58秒KO負け、連敗となってしまった。
2013年12月20日、再起戦として高桑和剛と対戦し、初回からワンツーで攻めてダウンを奪い、2回に左フックから右のコンビネーションを放つと、相手の左眼の負傷が激しくドクターストップTKO勝利。連敗を「2」で止めるとともに、KO勝利は1年6ヶ月ぶり。

#### オーストラリア遠征
2014年4月3日、オーストラリアに遠征し、IBFライト級9位でIBF世界同級王者ミゲル・バスケスに挑戦経験もあるレニー・ザッパビーニャと対戦。国外での試合も世界ランカーとの対戦も自身初であった。この試合には空位のWBOオリエンタル王座が懸けられ、“Last Man Standing（最後に立っている男）”と銘打たれたヘビー級トーナメントの決勝をメインイベントに据えた興行のセミファイナルで行われた。
土屋は3回に偶然のバッティングで右目の上をカットし、4回に左フックでダウンを喫したが、6回には自らのパンチでザッパビーニャの左頬をカット。両者顔を腫らしての打撃戦となり会場を沸かせたが、10回に左フックを受けるとタオルを投入されてTKO負けを喫した。
オーストラリアのウェブサイトAus-Boxing.comは、土屋はザッパビーニャにとってこれまでで最もタフで勇気のある対戦相手だったとし、この試合がこの日の主役を奪ったとしている。

#### 再起
2014年7月28日、後楽園ホールにてダブル日本タイトルマッチのアンダーカードとしてフォンルアン・ソーシンユー（タイ）相手に再起戦を行い、1回中盤に打ちおろしの右ストレートを効かせると追撃してダウンを奪い、相手は立ち上がるも試合続行不可能でTKO勝利となり再起を飾った。
2014年11月28日、原田門戸と対戦。土屋2度、原田1度ダウンの激しい試合となったが、6回から一方的な展開にさせられ1-2判定負けを喫した。

#### 日本チャンピオンへ
2015年3月7日再起戦はタイ人のジョン・フォードと対戦。4回1分30秒でKOで勝利し再起した。
2015年7月4日 ノーランカーの相馬一哉（一力）と対戦。土屋のランクを必死に狙い、打たれ強くタフな相手は倒れることなく、最終ラウンドまで競り3-0でランクを死守した。
2015年12月8日１つ上の階級スーパーライト級3位の松山和樹（山上）と対戦。
この試合に勝てば上位ランク進出が確実となるため気合の入る一戦となった。松山は6連勝中と勢いがあり好試合となることが予想されたが始まって1分すぎにダウンをとり、そのまま初回1分40秒TKOで土屋らしいKO劇で快勝し、かつてのKOキングの復活を感じさせる試合となった。
2016年4月19日、松山戦によって日本ライト級第２位となってからの初戦となったエカラチャン・モークルテープトンブリー（タイ）戦は３回のダウンをとり、初回2分31秒TKOで危なげなく勝利。この試合によって翌月日本ランキング１位になることが予想され試合後マイクをとり王者の荒川仁人（ワタナベ）に対戦をアピールした。
2016年9月24日、レックス・オリサ（フィリピン）と対戦。王者荒川仁人を想定したサウスポーとの対戦となったが、粘る相手に決め手を欠き、最終ラウンドまでもつれ込んだ。ほぼフルマークで3−0で勝利したが消化不良気味の試合となった。
このまま日本ランキング１位を保持したまま2017年のチャンピオンカーニバルで指名挑戦者として王者に挑戦する流れになるかと思われたが
WBOアジア・パシフィック王座に狙いを定めた荒川仁人の日本王座返上によって事態は急転し、ランキング２位の野口将志（船橋ドラゴン）と王座決定戦を年内に戦うこととなった。
2016年12月19日、５年間負けなしの上、2016年2月にランクインしてから勢いのある野口とのボクシングモバイルでの試合予想では７割が土屋勝利を予想したものの、足を使った軽快な試合運びをする土屋とは好対照な野口との決定戦は混戦となることも予想された。しかしながら結果は2回目のダウンで10カウントを呼び込み、圧巻のKO劇を飾った。
試合後のインタビューでは新人王MVP獲得後タイトル奪取への期待を受けながらも挫折を経験し遠回りしここに至ったことについて、感極まりながらトレーナーやスタッフ・家族への感謝の気持ちを述べ、会場の後楽園ホールの観客やネット中継の視聴者の感動を呼んだ。
また、後輩ボクサーたちへのエールとして語った「負けてからがボクシング」という言葉は聞いた人皆の心を揺さぶった。
この試合で2016年12月度の敢闘賞を受賞し、2017年2月4日に授賞式が行われた。
2017年3月2日、IBFは土屋をIBF世界ライト級15位にランクインした。
2017年3月4日、「第559回ダイナミックグローブ」での西谷和宏との初防衛戦。
初回から白熱の打撃戦を繰り広げるも8回2分50秒TKO負けを喫し初防衛に失敗、王座から陥落した。
2017年6月30日、後楽園ホールで水藤翔太と対戦し、8回3-0（77-76、77-75、78-74）で判定勝ちを収めた。しかし試合後、リング上で引退を表明した。

### 現役復帰
2019年に、Reason大貴に所属して現役復帰を表明。復帰戦として2020年1月12日に後楽園ホールでリ・ヤンヤンと対戦する予定であったが、リがビザの問題で来日できず、試合は中止になった。
2020年2月27日、後楽園ホールで山口祥吾とライト級5回戦の賞金マッチを行うも、5回37秒TKO負けを喫した。
2020年8月22日、後楽園ホールで橘ジョージとライト級5回戦の賞金マッチを行うも、5回0-3（46-49×2、47-48）で判定負けを喫した。

## 戦績
- キックボクシング：13戦 8勝 4敗 1分[3]
- プロボクシング：30戦 23勝(18KO) 7敗

| 戦           | 日付           | 勝敗 | 時間     | 内容    | 対戦相手                                   | 国籍           | 備考                                      |
| ------------ | -------------- | ---- | -------- | ------- | ------------------------------------------ | -------------- | ----------------------------------------- |
| 1            | 2009年7月13日  | 勝利 | 1R 0:48  | KO      | 上野雄大(ウィン三迫)                       | 日本           | プロデビュー戦                            |
| 2            | 2009年12月16日 | 勝利 | 1R 1:46  | KO      | 今瀬就治(ドリーム)                         | 日本           |                                           |
| 3            | 2010年3月31日  | 勝利 | 2R 2:44  | TKO     | 金澤翔吾(ヨネクラ)                         | 日本           | 東日本新人王ライト級予選                  |
| 4            | 2010年6月3日   | 勝利 | 2R 2:40  | TKO     | テル・カサマヨール・ホンジョウ(新日本木村) | 日本           | 東日本新人王ライト級予選                  |
| 5            | 2010年8月3日   | 勝利 | 2R 0:45  | KO      | 大久保大騎(E&Jカシアス)                    | 日本           | 東日本新人王ライト級予選                  |
| 6            | 2010年9月28日  | 勝利 | 1R 0:43  | KO      | 林和希(八王子中屋)                         | 日本           | 東日本新人王ライト級準決勝                |
| 7            | 2010年11月3日  | 勝利 | 2R 1:33  | KO      | 中澤将信(帝拳)                             | 日本           | 東日本新人王ライト級決勝                  |
| 8            | 2010年12月19日 | 勝利 | 1R終了   | TKO     | 三好祐樹(FUKUOKA)                          | 日本           | 全日本新人王ライト級決定戦                |
| 9            | 2011年2月18日  | 勝利 | 1R 0:30  | KO      | ペットウタイ・オーベンジャマッド           | タイ           |                                           |
| 10           | 2011年5月7日   | 勝利 | 3R 0:47  | TKO     | 打馬王那(ワタナベ)                         | 日本           |                                           |
| 11           | 2011年8月10日  | 勝利 | 9R 2:09  | TKO     | 福原寛人(江見)                             | 日本           |                                           |
| 12           | 2012年3月6日   | 勝利 | 1R 1:42  | KO      | サワット・ウォースラポン                   | タイ           |                                           |
| 13           | 2012年5月17日  | 勝利 | 8R       | 判定3-0 | ヘリ・アドリアント                         | インドネシア   |                                           |
| 14           | 2012年9月19日  | 勝利 | 10R      | 判定3-0 | スティービー・オンゲン・フェルディナンデス | インドネシア   |                                           |
| 15           | 2013年2月25日  | 敗北 | 9R 2:28  | TKO     | 川瀬昭二(松田)                             | 日本           |                                           |
| 16           | 2013年7月25日  | 敗北 | 3R 1:58  | KO      | 中谷正義(井岡)                             | 日本           |                                           |
| 17           | 2013年12月20日 | 勝利 | 2R 1:36  | KO      | 高桑和剛(輪島S)                            | 日本           |                                           |
| 18           | 2014年4月3日   | 敗北 | 10R 1:21 | TKO     | レニー・ザッパビグニャ                     | オーストラリア | WBOオリエンタルスーパーライト級王座決定戦 |
| 19           | 2014年7月28日  | 勝利 | 1R 0:43  | TKO     | フォンルアン・ソーシンユー                 | タイ           |                                           |
| 20           | 2014年11月28日 | 敗北 | 8R       | 判定1-2 | 原田門戸(横浜さくら)                       | フィリピン     |                                           |
| 21           | 2015年3月7日   | 勝利 | 4R 1:30  | KO      | ジョン・フォード                           | タイ           |                                           |
| 22           | 2015年7月4日   | 勝利 | 8R       | 3-0     | 相馬一哉（一力）                           | 日本           |                                           |
| 23           | 2015年12月8日  | 勝利 | 1R 1:40  | TKO     | 松山和樹（山上）                           | 日本           |                                           |
| 24           | 2016年4月19日  | 勝利 | 1R 2:31  | TKO     | エカラチャン・モークルンテープトンブリー   | タイ           |                                           |
| 25           | 2016年9月24日  | 勝利 | 8R       | 判定3-0 | レックス・オリサ                           | フィリピン     |                                           |
| 26           | 2016年12月19日 | 勝利 | 3R 1:58  | KO      | 野口将志（船橋ドラゴン）                   | 日本           | 日本ライト級王座決定10回戦                |
| 27           | 2017年3月4日   | 敗北 | 8R 2:50  | TKO     | 西谷和宏(VADY)                             | 日本           | 日本王座陥落                              |
| 28           | 2017年6月30日  | 勝利 | 8R       | 判定3-0 | 水藤翔太(とよはし)                         | 日本           |                                           |
| 29           | 2020年2月27日  | 敗北 | 5R 0:37  | TKO     | 山口祥吾（唯心）                           | 日本           |                                           |
| 30           | 2020年8月22日  | 敗北 | 5R       | 判定0-3 | 橘ジョージ（協栄新宿）                     | 日本           |                                           |
| テンプレート |                |      |          |         |                                            |                |                                           |

## 獲得タイトル
- 第57回全日本ライト級新人王（大会MVP）
- 第60代日本ライト級王者